# Гундорова Тамара Іванівна
Тамара Іванівна Гундорова (нар. 17 липня 1955, с. Климівка, Карлівський район, Полтавська область) — українська літературознавиця і культуролог. Доктор філологічних наук, професор, завідувачка відділу теорії літератури (2002—2022), головна наукова дослідниця Інституту літератури ім. Т. Г. Шевченка НАН України (з 2022 року), член-кореспондент НАН України (з 2003 року).
2017—2021 рр. — член Наукового комітету Національної ради України з питань розвитку науки і технологій при Кабінеті Міністрів України. 2019—2023 рр. — член і заступниця голови Комітету Національної премії імені Тараса Шевченка.

## Біографія
Народилася у с. Климівка Карлівського району Полтавської області.
Закінчила відділення української мови та літератури філологічного факультету Київського державного університету імені Тараса Шевченка (1977) та аспірантуру при Інституті літератури імені Тараса Шевченка НАН України.
1981 року захистила кандидатську дисертацію на тему «Проблема інтелігенції і народу в соціально-психологічних повістях Івана Франка 80-90-х років XIX ст.», а у 1996 році докторську дисертацію на тему «Дискурсія українського модерну. Постмодерна інтерпретація».
В Інституті літератури імені Тараса Шевченка НАН України працює від 1981 року. 2002 року очолила відділ теорії літератури. Є деканкою Українського вільного університету (Мюнхен) та асоційованою співробітницею Гарвардського українського дослідницького інституту.
Викладала в Гарвардському університеті (2024), університеті Прінстона (2023-24), у Національному університеті «Києво-Могилянська Академія» (1994—1997), Київському національному університеті ім. Т. Шевченка (2005—2010), у Торонтському університеті (Канада, 1999 р.), в Українському вільному університеті (Німеччина, Мюнхен, 2003, 2005). Читала спецкурси в Українському католицькому університеті (Львів), брала участь у Грейсфальдській літній школі з україністики (Німеччина, 2008). Виголошувала численні доповіді на міжнародних конференціях і конгресах в Україні та за кордоном, а також виступала з лекціями в університетах США (університет Берклі, Стенфордський університет, Єйльський, Колумбійський, Гарвардський університети) та Канади (університети Торонто, Альберти, Манітоби), Великої Британії (Кембриджський університет).

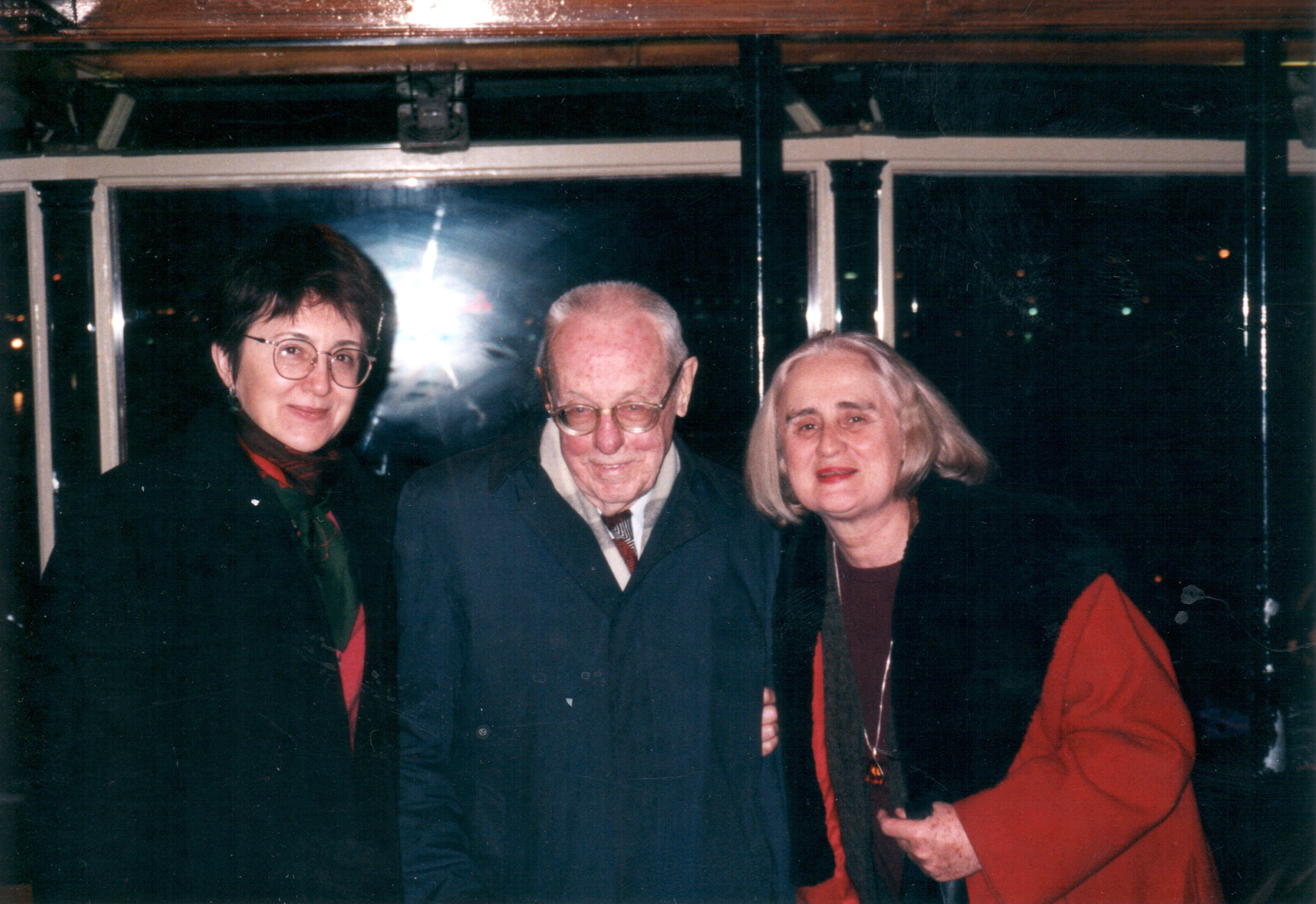
Зліва направо: Тамара Гундорова, Юрій Шевельов та Мирослава Знаєнко (Нью Йорк, 1998)

Стажувалася в університеті Монаша (Австралія) (1991—1992), у Гаріманівському інституті Колумбійського університету (1998), в Українському дослідницькому інституті Гарвардського університету (2001, 2009), у Славістичному дослідницькому центрі (Slavic Research Center) університету Хоккайдо(Японія, 2004), була стипендіатом імені Фулбрайта (США, 1997,2009), Непораного (Канада, 1999), Шкляра (США, 2001), Яцика (США, 2009), MUNK центру Торонтського університету (2017), Інституту відкритого суспільства (Угорщина, 1994-96, 1999—2001). Стипендіатка імені Філіпа Шварца фонду Александра фон Гумбольдта (університет Гісена, 2022—2023), гостьова дослідниця Прінстонського університету (з 2023 року).
Коло інтересів Тамари Гундорової — літературна теорія, гендерні студії, постколоніальна критика, модернізм та постмодернізм, нуклеарна критика, українська література.

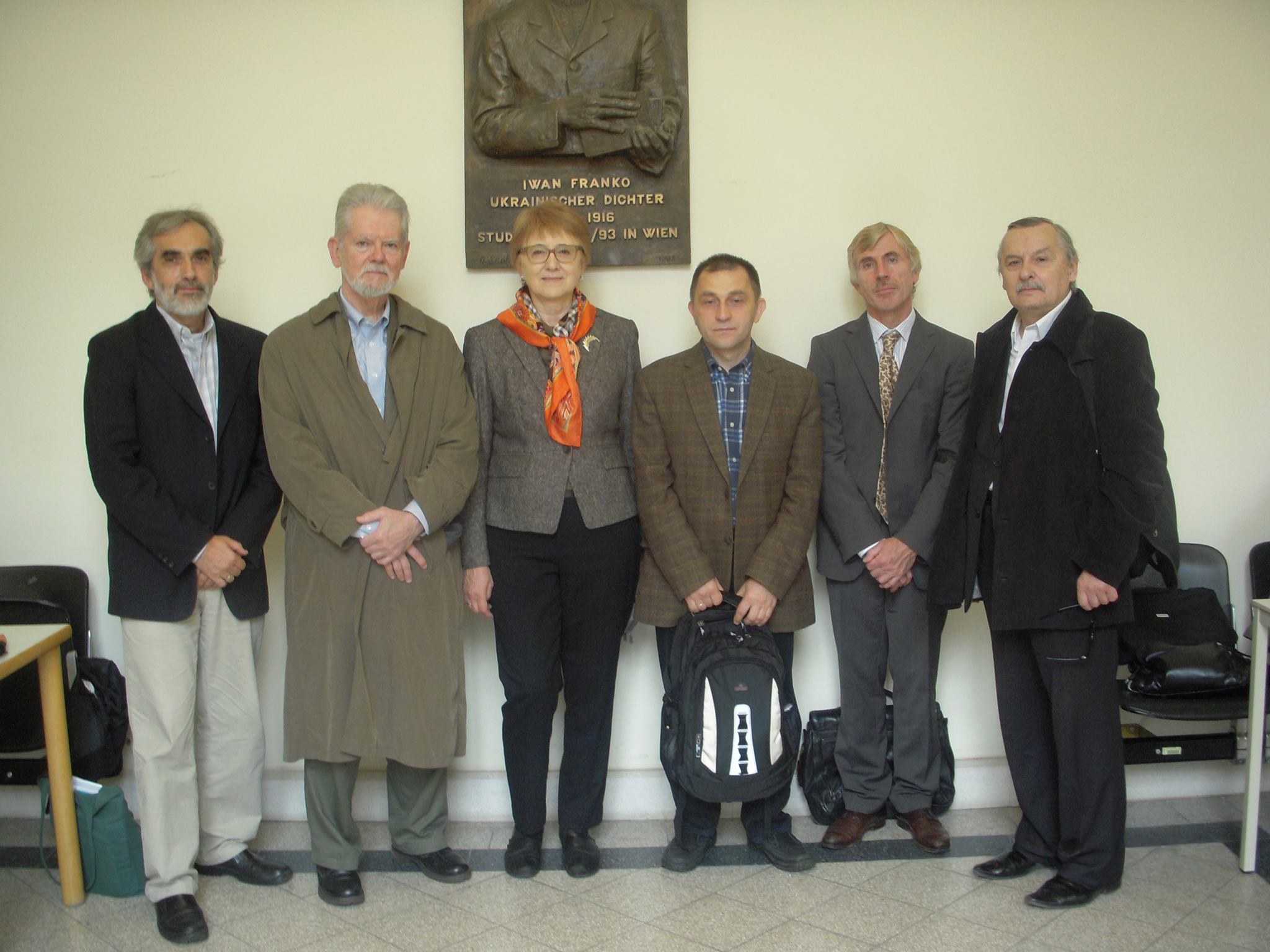
Тамара Гундорова серед учасників конференції про Івана Франка (Віденський університет, 2013). Зліва направо: Ярослав Грицак, Григорій Грабович, Тамара Гундорова, Роман Мних, Алоїс Вольдан та Євген Пшеничний

Друкувалася у часописах «Слово і час» (раніше — «Радянське літературознавство»), «Критика», «Сучасність», «Світо-вид», «Дивослово», «Ї», «Київська старовина», «Harvard Ukrainian Studies», «Acta Slavica Japonica», «Journal of Ukrainian Studies», «Slavia orientalis», «Dubrovnik. Casopis za knjizevnost i znanost», «Porownania. Komparatystyka i studia postkolonialne», наукових збірниках «Постмодернизм в славянских литературах» (Москва), «Стус як текст», «Ukraine in the 1990-s. Proceeding of the First Conference of the Ukraine Studies Association of Australia» (Мельбурн, 1992), «From Sovietology to Postcoloniality. Ed. by Janusz Korek» (Стокгольм, 2007), авторка розділів в «Історії української літератури ХХ ст.» (К., 1993).
Рецензії на монографії Тамари Гундорової були надруковані у часописах «Критика», «Дзеркало тижня», «Книжник-review», «Літературна Україна», «Неприкосновенный запас», «Slavia. Casopis pro slovanskou filologii», «Journal of Ukrainian Studies», «Wiener Slavistisches Jahrbuch», «Zeitschrift fur Slavische Philologie», «Canadian Slavonic Papers».

## Громадська діяльність
- Член редакційної колегії Journal of Ukrainian Studies, Harvard Ukrainian Studies, «Київська старовина», Український гуманітарний огляд, видавничий дім «Helikon», EAST/WEST: Journal of Ukrainian Studies (Canada); Porównania: czasopismo poświęcone zagadnieniom komparatystyki literackiej oraz badaniom interdyscyplinarnym. Komparatystyka i pisanie histori (Poland); Miscellanea Posttotalitariana Wratislaviensia (Instytut Filologii Słowiańskiej, Wroclawskyi uniwersutet, Poland); Записки Наукового товариства ім. Шевченка в Америці «Нова серія» (Наукове товариство ім. Шевченка в Америці, USA); Слово і час (Україна).
- Президент the International Association for the Humanities (МАГ) (2012—2014).
- Віцепрезидент Міжнародної Асоціації Україністів (2002—2005).
- Член експертної ради ВАК України (2005—2014).
- Член капітули премії імені Юрія Шевельова (з 2013 року).
- Член Українського ПЕН.

## Авторка книг
Наукові праці стосуються сучасної української літератури, зокрема в аспекті її новітніх теоретичних інтерпретацій — постмодерністських, постколоніальних, гендерних, психоаналітичних. Розробила концепцію розвитку українського модернізму. Основна проблематика праць Тамари Гундорової – переходи нової свідомості початку XX століття, «післячорнобильська бібліотека» як метафора українського постмодернізму на переломі XXI століття, меланхолія, популярна культура і кіч — від «Енея-парубка до Вєрки Сердючки».

### Найновіші публікації
«Ukrainian Euromaidan as Social and Cultural Performance» у збірнику «Revolution and War in Contemporary Ukraine. The Challenge of Change» (Stuttgart, 2016) та «Symptom of the Loser and the Melancholy of Post-Soviet Generation» у збірнику «Eastern European Youth Culture in a Global Context» (Palgrave Macmillan, 2016).

### Монографії
- Tamara Hundorowa, «Łesia Ukrainka. Księgi Sybilli». Sejny, Pogranicze. — 2023.
- Книги Сивіли. — Харків, Vivat, 2023. — 304 с.
- The Post-Chornobyl Library: Ukrainian Postmodernism of the 1990s. — Academic Studies Press, Boston, 2019. —  291 с.
- Післячорнобильська бібліотека. Український літературний постмодернізм. — К.: Критика, 2013.—  344 с.
- Транзитна культура. Симптоми постколоніальної травми: статті та есеї. — К.: Грані-Т, 2013. — 548 с.
- ПроЯвлення слова: дискурсія раннього українського модернізму. — Вид. друге, перероб. та доп. — К.: Критика, 2009.
- Кітч і література. Травестії. — К.: Факт, 2008. — 284 с. — (серія «Висока полиця»).
- Післячорнобильська бібліотека. Український літературний постмодерн. — Київ, Критика. — 2005. (Рецензії: Роксана Харчук. Хранителька післячорнобильської бібліотеки // Дзеркало тижня. — № 4 (583). — 2006. — 4 лютого. — С. 20.)
- Франко і / не Каменяр. — Київ, Критика, 2006. — 352 с.
- Невідомий Іван Франко. Грані Ізмарагду. — Київ, Либідь, 2006. — 359 с.
- Femina melancholica. Стать і культура в гендерній утопії Ольги Кобилянської. — Київ, Критика, 2002. (Рецензії: Дмитро Стус. Вперед на маргінеси. Роман Веретельник. Стать і гендер в історії та літературі // Книжник-review. — 2002. — № 23 (56). — C. 7.; Григорій Сивокінь. Таке містке поняття — меланхолія // Літературна Україна. — 2003. — № 8 (5001). — С. 6.; Олександр Пронкевич. Жіноча меланхолія як феномен культури // Українська мова й література в середніх школах, гімназіях, ліцеях та колегіумах. — 2003. — ч. 3. — С. 71—74.; Slavia. Casopis pro slovanskou filologii. — Praha. — 2004. — R73. — S. 355—357. (чеськ.)).
- ПроЯвлення Слова. Дискурсія раннього українського модернізму. Постмодерна інтерпретація. — Львів: Літопис, 1997. (Рецензії: Людмила Тарнашинська. Модернізм — поза каноном // Літературна Україна. — 1998. — № 45 (4809). — С. 8.; Костянтин Москалець. Замість дослідження // Критика. — 1998. — р. II — ч. 2 (4). — С. 25—28.; Slavic and East European Journal. — 1998. — v. 42. — № 3, Fall. — Р. 571—573. (англ.); Journal of Ukrainian Studies. — Winter 1998. — v. 23. — № 2. — Р. 137—138. (англ.); Opera Slavica. Slavisicke Rozhledy. — 2001. — r. XI. — № 3. — Р. 66—68. (чеськ.)).
- Франко не Каменяр. — Мельбурн, 1996. (Рецензії: Journal of Ukrainian Studies. — 1997. — v. 22. — № l—2. — Р. 205. (англ.); Wiener Slavistisches Jahrbuch. — Wien. — 1998. — Band 44. — Р. 229—231. (нім.)).
- Інтелігенція і народ в повістях Івана Франка 80-х років. — Київ: Наукова думка, 1985. (Рецензія: Радянське літературознавство. — 1985. — № 12. — С. 69—70. (автори Денисюк, З. Гузар).

### Редагування
- Vidjeti Ukrajina. Novje Književnost, 1991—2021. Književna smotra: Časopis za svjetsku književnost [Ed. by Tamara Hundorova, Alla Tatarenko, Olena Haleta], Vol. 53 No. 202(4), 2021.
- Література на полі медій. Теоретичні РеВізії. Збірник шостий. За редакцією Т.Гундорова, Г.Сиваченко. — Київ, 2019.
- Постколоніалізм. Культура. Генерації. Теоретичні РеВІзії. Збірник четвертий. За редакцією Т.Гундорова, А.Матусяк. –  Київ, Laurus, 2016.
- Модернізм після постмодерну. Теоретичні РеВІзії. Збірник другий. За редакцією Т.Гундорової. — Київ, Стилос, 2008.
- Європейська меланхолія. Дискурс українського окциденталізму. Теоретичні РеВІзії. Збірник перший. За редакцією Т.Гундорової. — Київ, Стилос, 2008.
- Невідомий Іван Франко. Грані Ізмарагду. — Київ, Либідь, 2006. — 359 pp.

### Вибрані статті
- Роми як матриця «іншого» в проєкції орієнталізму, раси та нації у творчості Ольги Кобилянської // Слово i Час. 2023. № 6 (732). С. 3—19. https://doi.org/10.33608/0236- 1477.2023.06.3-19
- Сліди віденської сецесії в українському модернізмі" // The Reception of East Slavic Literatures in the West and the East. Ed. by Shin'ichi Murata, Stefano Aloe.  Firencze University Press, 2023. C. 123—136. DOI: 10.36253/979-12-215-0238-1.11
- Марксизм  і  amor intellectualis:  до  теорії  соціалістичної  культури Володимира Юринця // Слово і час. 2024. № 1 С. 3-20.
- The Ukrainian Underground: Aesthetics, Resistance, and Performance. The Oxford Handbook of Soviet Underground Culture, Eds. Tomáš Glanc,  Ilja Kukuj,  Klavdia Smola  https://academic.oup.com/edited-volume/34707/chapter-abstract/410895293?redirectedFrom=fulltext
- How Peripheries Talk Amongst Themselves — Or Ukraine, Eurocentrism and Decolonization https://soniakh.com/index.php/2022/12/23/hundorova-how-peripheries-talk-amongst-themselves/
- Die Provinzialisierung des Russischen — Demaskierung des Imperium in: Aus dem Nebel des Krieges. Die Gegenwart der Ukraine. Herausgegeben von Kateryna Mishchenko und Ktharina Raabe. Mit Fotografien. Suhrkamp. 2023. 227—244.
- Heterotopie und eigenes Territorium der Donbass im Werk Serhij Zhadans. Osteuropa, Vol 6-8, 2022, S. 341—352.
- The Blue Rose by Lesia Ukraїnka: Biography, Psychiatry and Women's Writing // Literature and Psychiatry in the Late Russian Empire. Giulia Dossi and Riccardo Nicolosi (Eds.) Wiener Slawistischer Almanach. -  89 (2022), pp. 297–312.
- Ukrainian History through Literature Tamara Hundorova, in conversation with Manuel Férez Gil //   Palko, Olena and Férez Gil, Manuel. Ukraine's Many Faces: Land, People, and Culture Revisited, Bielefeld: transcript Verlag,  2023, с.61 -69.  https://doi.org/10.1515/9783839466643 istočni tranzit: roman-palimpsest Serğija Žadana Vorošylovğrad', Književna smotra, Vol 53 N 202(4), 2021, str. 5-11.
- Post-Chornobyl: From (Non)Representation to an Ecocritical Reading of Nuclear Trauma, Slavica Iaponica. 2021. №.24, 59 -76.
- Андрій Лаговський" Агатангела Кримського: нігілізм, сексуальність і колоніалізм]. В  А.Кримський. Андрій Лаговський, Харків, Фоліо, 2021, .3 -24.
- «Блакитна троянда» Лесі Українки: Психіатрія, біографія і сексуальність (із додатком: Леся Українка. «Крафт-Эбинг.  Психиатрия». Виписки)], Слово і час, 2021, № 1(715), 3 — 21.
- Орієнталізм Миколи Хвильового: азіятська маґістраль «третього Харкова»]. Критика, 2020, Ч. 11-12.
- «Азиатские конкистадоры» Миколы Хвилевого и пролетарский мессианизм]. Новое литературное обозрение. 2020. № 166. С.372-381.
- Поліморфізм «Доктора Серафікуса» В.Домонтовича в контексті постмодерної епохи]. Cossacks in Jamaica, Ukraine at the Antipodes. Essays in Honor of Marko Pavlyshyn. — Boston, Academic University Press, 2020. -  c.475 — 498.
- Посттравматичне письмо і риторика відсутності: Бруно Шульц — Жорж Перек — Джонатан Фоєр].  Слово і Час, 2018 (11), 97-108
- Gatunek czarnobylski: wyparcie realnego i nuklearna sublimacja // Po Czarnobylu. Miejsce katastrofy w dyskursie wspolczesnej humanistyki. Wydawnictwo Uniwersytetu Jagiellońskiego, 2017, s.55-66.
- Футуристическая теория пан-футуризма  Михайля Семенко как граматика пролетарской культуры. В: Интемедиальная поэтика авангарда. Сборник статей. — Университет Белграда, Белград-Токио, 2018, с.175-188.
- A Train to Europe: Berlin as a Topos of Modernity in Ukrainian Literature of the 1920s // Ukraine and Europe: Cultural Encounters and Negotiations. Edited by Giovanna Brogi Bercoff, Marko Pavlyshyn, and Serhii Plokhy. — Toronto University Press, 2017, p. 340—360.
- Heather Coleman, Yaroslav Hrytsak, Tamara Hundorova, Oleksandr Zaitsev & Myroslav Shkandrij (2017) A roundtable on Myroslav Shkandrij's Ukrainian Nationalism: Politics, Ideology, and Literature, 1929—1956 // Canadian Slavonic Papers, 59:1-2, 131—152.
- Транзитная культура и постколониальный ресентимент]. Новое литературное обозрение, 2017, 2, № 144,  с.397-406.
- Ukrainian Euromaidan as Social and Cultural Performance // Revolution and War in Contemporary Ukraine.  The Challenge of Change. Olga Bertelsen (ed.). — ibidem-Verlag, Stuttgart, 2016, p. 161-179.
- Symptom of the Loser and the Melancholy of the Post-Soviet Generation // Eastern European Youth Culture in a Global Context. Matthias Schwarz and Heike Winkel, (Eds.,), Palgrave Macmillan, 2016, p. 94-107.
- Jüdische Akzente in Ivan Frankos Volkstümler-Konzeption // Ivan Franko und die jüdische Frage in Galizien. Interkulturelle Begegnungen und Dynamiken im Schaffen des ukrainischen Schriftstellers. Alois Woldan, Olaf Terpitz (Hg.) — Göttingen: V&R unipress, Vienna University Press, 2016. — S. 21-33.
- Postorientalizm, romans imigrancki i nowe możliwości studiów postkolonialnych w Europie Wschodniej: Zarys dziejów traktora po ukraińsku Mariny Lewyckiej// Postkolonializm — tożsamość — gender. Europa Środkowa, Wschodnia i Południowo-Wschodnia. Pod red. A.Matusiak. — Wroclaw: Wydawnictwo Uniwersytetu Wroclawskiego, 2014. –S. 87-106. — (Miscellanea Posttotalitariana Wratislaviensia 2/2014).
- Колоніяльність як перевдягання: «Малоросійський маскарад» Івана Котляревського // Harvard Ukrainian Studies. — 2011—2014. — Vol. 32–33– P. 397—416.
- Постколоніальний роман генераційної травми та постколоніальне читання на сході Європи] // Постколоніалізм. Культура. Генерації. Теоретичні РеВІзії. Збірник четвертий. За редакцією Т.Гундорова, А.Матусяк. –  Київ, Laurus, 2016. — p. 26- 44.
- Der Loser geht zum Euromajdan / Tamara Hundorova // Majdan!. — Berlin: fotoTAPETA, 2014. — S. 144—146.
- Modernism after the Postmodern: Other Modernisms // Comparative Literature & World Literature. — Peking: Peking University Press, 2014. — № 5. — P. 2–13.
- W jaki sposób peryferie rozmawiają między sobą albo teoria postkolonialna pozbawiona «centrum» // Porównania. Języki postkolonialności. — Poznań, 2014. — Cz. 1. — S. 33–44.
- Czarnobyl, nuklearna apokalipsa i postmodernism / Tamara Hundorowa//. Teksty drugie: Topo-grafia. — Kraków, 2014. — № 6. — S. 249—263.
- Колоніальний кіч по-гоголівськи// Studien zu Sprache, Literatur und Kultur bei den Slaven. Gedenkschrift für G. Y. Shevelov aus Anlass seines 100. Geburtstages und 10. Todestages / Hrsg. A. Danylenko, S. Vakulenko. — München ; Berlin: Verlag Otto Sagner, 2012. — S. 460—481.
- Ciało, choroba i kicz: melancholijne sublimacje we współczesnej ukraińskiej prozie młodieżowej // Wielkie tematy kultury w literaturach słowiańskich. — Wroclaw: Wyd. Un-tu Wrocławskiego, 2011. — T. 9: Ciało. — S. 55–71.
- Kicz — nowy metajęsyk kultury: o czym mówi współczesny ukraiński kicz w dobie globalizacji? / Tamara Gundorova ; przeł. A. Matusiak // Porównania: czasopismo poświęcone zagadnieniom komparatystyki literackiej oraz badaniom interdyscyplinarnym. Komparatystyka i pisanie historii. — Poznań, 2010. — № 7. — S. 165—177.
- Український окциденталізм: бути чи не бути Римом? // Критика. — 2006. — ч. 1—2 (99—100). — С. 31—36.
- Жіночий роман // Незнайома. Антологія української «жіночої» прози та есеїстки другої Пол. ХХ — поч. ХХІ ст. Авторський проект Василя Габора. — Львів: ЛА «Піраміда». — 2005. — С. 110—115.
- Нова жінка в Академії наук. Розмова Людмили Таран з Тамарою Гундоровою // Кур'єр Кривбасу. — 2005. — № 185. — С. 169—188.
- Слідами Адорно: масова культура і кіч // Критика. — 2005. — ч. 1—2 (87—88). — С. 32—37.
- The Melancholy of Gender// Acta Slavica Japonica. — 2004. — v. 22. — pp. 165–176.
- Карнавал после Чернобыля (топография украинского постмодернизма) // Постмодернизм в славянских литературах. — Москва: Институт славяноведения, 2004. — С. 160—190.
- «Малоросійський маскарад»: колоніальний дискурс в «Енеїді» Котляревського та навколо неї // На щедрий вечір. Збірник на пошану Євгена Сверстюка. — Луцьк, 2004. — С. 41—65.
- Соцреалізм як масова культура // Сучасність. — 2004. — ч. 6. — С. 52—66.
- «Марлітівський стиль»: жіноче читання, масова література і Ольга Кобилянська // Гендерна перспектива. — Київ: Факт, 2004. — С. 19—35.
- Ольга Кобилянська contra Ніцше, або Народження жінки з духу природи// Гендер і культура. Збірник статей. — Київ: Факт, 2001. — С. 34—52.
- The Canon Reversed: New Ukrainian Literature of the 1990s // Journal of Ukrainian Studies. — 2001. — Volume 26. — № 102. — Р. 249—270.
- Історіографічна формула Григорія Грабовича // Сучасність. — 2001. — № 6. — С. 116—129.
- Модернізм як еротика «нового» (В. Винниченко і Ст. Пшибишевський) // Слово і час. — 2000. — № 7. — С. 17—25.
- Перевернений Рим, або «Енеїда» Котляревського як національний наратив // Сучасність. — 2000. — № 4. — С. 120—134.
- У колисці міфу, або топос Києва в літературі українського модернізму // Київська старовина. — 2000. — № 6. — С. 74—82.
- Жінка і Дзеркало // Ї. Культурологічний журнал. — 2000. — № 17. — С. 87—94.
- Інтелектуальна дистопія Юрія Луцького // Юрій Луцький. Літературна політика в радянській Україні. 1917—1934. — Київ: Гелікон, 2000. — С. 9—16.
- Методологічний тиск // Критика. — 2002. — ч. 12 (62). — С. 14—17.
- Europejski modernism czhy europejslie modernizmy? (Z perspektyvy ukrainskiej)// Odkryvanie modernizmu. Przeklady і komentarze. Red. R.Nycha. — Krakow, 1998. — S. 521—529.
- Фрідріх Ніцше і український модернізм // Слово і час. — 1997. — № 4.. — C. 29—33[9].

### Інтерв'ю
- Ставити незручні питання та почуватися білою вороною // https://theukrainians.org/stavyty-nezruchni-pytannia-ta-pochuvatysia-biloiu-voronoiu/
- Тамара Гундорова, Юн Йонгхо. «За право бути видимими, право говорити і право існувати сьогодні й бореться моя Україна» // Критика, 2022, листопад https://krytyka.com/ua/articles/tamara-hundorova-za-pravo-buty-vydymymy-pravo-hovoryty-i-pravo-isnuvaty-sohodni-i-boretsia-moia-ukraina
- Катя Рудик. Неукненність кітчу: Розмова з Тамарою Гундоровою https://www.verbum.com.ua/11/2019/statuses-of-the-art/inevitability-of-kitsch/
- Література нашої Незалежності. Інтерв'ю члена-кореспондента НАН України Тамари Гундорової радіостанції «Українське радіо „Культура“» http://www.nas.gov.ua/UA/Messages/Pages/View.aspx?MessageID=5644&
- «Ніхто за нас не прибере й не доробить. Треба навчитися дотримуватися законів і не шукати легких рішень»   https://gazeta.ua/articles/opinions-journal/_nihto-za-nas-ne-pribere-j-ne-dorobit-treba-navchitisya-dotrimuvatisya-zakoniv-i-ne-shukati-legkih-rishen/1050267
- Тамара Гундорова: «Ми не підносимося до філософського осмислення Чорнобиля»(видання «Лівий берег» 06.08.2021) https://lb.ua/culture/2021/06/08/485404_tamara_gundorova_mi_pidnosimosya.html
- Тамара Гундорова: «Україна — не terra incognita на мапі світової літератури» (видання «The Ukainer»)https://theukrainians.org/tamara-hundorova/

## Відзнаки
Тамара Гундорова нагороджена премією і золотою медаллю АН України (1986), лауреат премії журналів «Світовид» (1995) та «Сучасність (2001)», премії НАН України ім. І. Франка (2005) та премії ім. Ковалевих (США, 1997). Заслужений діяч науки і техніки України (2006). Книга Тамари Гундорової «Післячорнобильська бібліотека. Український літературний постмодерн» здобула перемогу у Всеукраїнському рейтингу «Книжка року — 2005» (номінація «Літературна критика і есеїстика»), а книга «Кітч і література. Травестії» здобула перемогу у Всеукраїнському рейтингу «Книжка року — 2008» (номінація «Хрестоматія — Літературознавство»). Книга «The Post-Chornobyl Library: Ukrainian Postmodernism of the 1990s» отримала відзнаку Американської Асоціації україністів (AAUS) (2020).